# Rock'n'Roll Never Die
Rock'n'Roll Never Die（ロックンロールネバーダイ）は、ゲームキラ☆キラに登場する架空のバンド『第二文芸部』の3枚目のアルバムで、メジャーセカンドアルバム。

## 概要
アルバムオリジナル曲は2曲で、それ以外の曲はすべてキラ☆キラ カーテンコールの劇中にて登場する。
第二文芸部以外に「二代目第二文芸部」「SUPER ROCK'N'ROLLERS」「KIRA☆KIRA ALL STARS」の曲が5曲収録されている。

## スタッフ
- プロデューサー：斎藤滋（ランティス）
- 原画：藤丸、√666（OVERDRIVE）
- プロモーター：松村起代子、鈴木めぐみ、岩下由希、渡邉泰仁（全てランティス）
- エグゼクティブスーパーバイザー：伊藤善之（ランティス）
- エグゼクティブプロデューサー：井上俊次（ランティス）

## 収録曲
1. Wing your way
歌・作詞・作曲・編曲：二代目第二文芸部
「キラ☆キラ カーテンコール」の劇中に登場する架空のバンド「二代目第二文芸部」の曲で同作品のオープニング曲。
2. 君のTurn!
歌・作詞・作曲・編曲：二代目第二文芸部
ゲーム「キラ☆キラ カーテンコール」挿入歌。
3. Wishes
歌・作詞・作曲・編曲：二代目第二文芸部
ゲーム「キラ☆キラ カーテンコール」第一部エンディング曲。
4. Bad trip dive
歌・作詞・作曲・編曲：SUPER ROCK'N'ROLLERS
「キラ☆キラ カーテンコール」の劇中に登場する架空のバンド「SUPER ROCK'N'ROLLERS」の曲で同作品の挿入歌。
5. Rock'n'Roll Never Die
歌・作詞・作曲・編曲：第二文芸部
アルバムオリジナル曲。
6. N.A.T.S.U
歌・作詞・作曲・編曲：第二文芸部
「キラ☆キラ VISUAL TRACKS」に同梱された4thシングルCD曲。
7. Radio d2b on AIR
歌・作詞・作曲・編曲：第二文芸部
3rdシングル曲。インターネットラジオ「Radio d2b（第一期）」のオープニング曲。
8. You&I&You,You,You!
歌・作詞・作曲・編曲：第二文芸部
アルバムオリジナル曲。
9. Never Ending
歌・作詞・作曲・編曲：第二文芸部
3rdシングルのカップリング曲。「Radio d2b（第一期）」のエンディング曲。
10. キラ☆キラ～ALL STAR ～[1]
歌・KIRA☆KIRA ALL STARS & 第二文芸部
作詞・作曲・編曲：第二文芸部
「第二文芸部」と「キラ☆キラ カーテンコール」の劇中に登場する「STAR GENERATION」「HAPPY CYCLE MANIA」「SUPER ROCK'N'ROLLERS」のボーカリストが歌いあげるゲーム「キラ☆キラ」オープニング曲のセルフカバー作品。キラ☆キラ カーテンコールの第二部エンディング曲。